# Bandiera di El Salvador
La bandiera di El Salvador è stata adottata, come bandiera di stato a terra, il 27 maggio 1912.
La bandiera si basa sullo stendardo degli Stati Uniti dell'America Centrale ed è composta da tre bande orizzontali di uguali dimensioni: la centrale bianca e le laterali blu (colori tradizionali centroamericani). Al centro della banda bianca campeggia lo stemma del Salvador, a sua volta molto simile allo stemma originale delle Province Unite.
La bandiera fu introdotta come insegna di guerra il 17 maggio 1912. Fino al 1972 il paese impiegava (anche come insegna nazionale, se autorizzata) una bandiera mercantile con lo stesso disegno, ma in luogo dell'emblema era posta una scritta Dios Unión Libertad. Fra il 1865 e il 1912, invece, El Salvador adottò successivamente cinque distinte bandiere ispirate al vessillo a stelle e strisce degli Stati Uniti, con i medesimi colori ma invertiti. Nel recto delle bandiere di guerra lo stemma nazionale sostituiva le stelle.
I colori significano
- Blu cobalto: rappresenta il cielo e i due oceani del Centro America, Atlantico e Pacifico
- Bianco: rappresenta la pace e la solidarietà con il mondo
- Ambra dorata: rappresenta il motto riportato sulla bandiera civile (Dios Unión Libertad, Dio Unione Libertà)

## Bandiere storiche

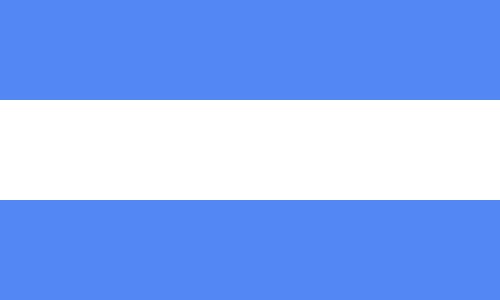
Bandiera di El Salvador parte delle Province Unite dell'America Centrale (1822-1823, 1841-1842, 1844-1865)
Bandiera di El Salvador parte delle Province Unite dell'America Centrale (1823-1824, 1842-1844)
Bandiera di El Salvador parte della Repubblica Federale del Centro America (1824-1841, 1921-1922)
Bandiera salvadoregna (fronte) (1865)
Bandiera salvadoregna (fronte) (1865-1869)
Bandiera salvadoregna (fronte) (1869-1873)
Bandiera salvadoregna (fronte) (1873-1877)
Bandiera salvadoregna (fronte) (1877-1912)
Bandiera salvadoregna (retro) (1877-1912)
Bandiera di El Salvador parte della Grande Repubblica dell'America Centrale (1898)